# Eduard al VI-lea al Angliei
Eduard al VI-lea (n. 12 octombrie 1537, Greater London, Anglia, Regatul Unit – d. 6 iulie 1553, Greenwich, Regatul Angliei) a fost unul din regii Angliei, fiul lui Henric al VIII-lea și al lui Jane Seymour. A devenit rege al Angliei și al Irlandei la 28 ianuarie 1547, la vârsta de nouă ani. Eduard a fost al treilea monarh al dinastiei Tudorilor și primul conducător al Angliei care a fost crescut ca protestant.

## Copilăria și educația

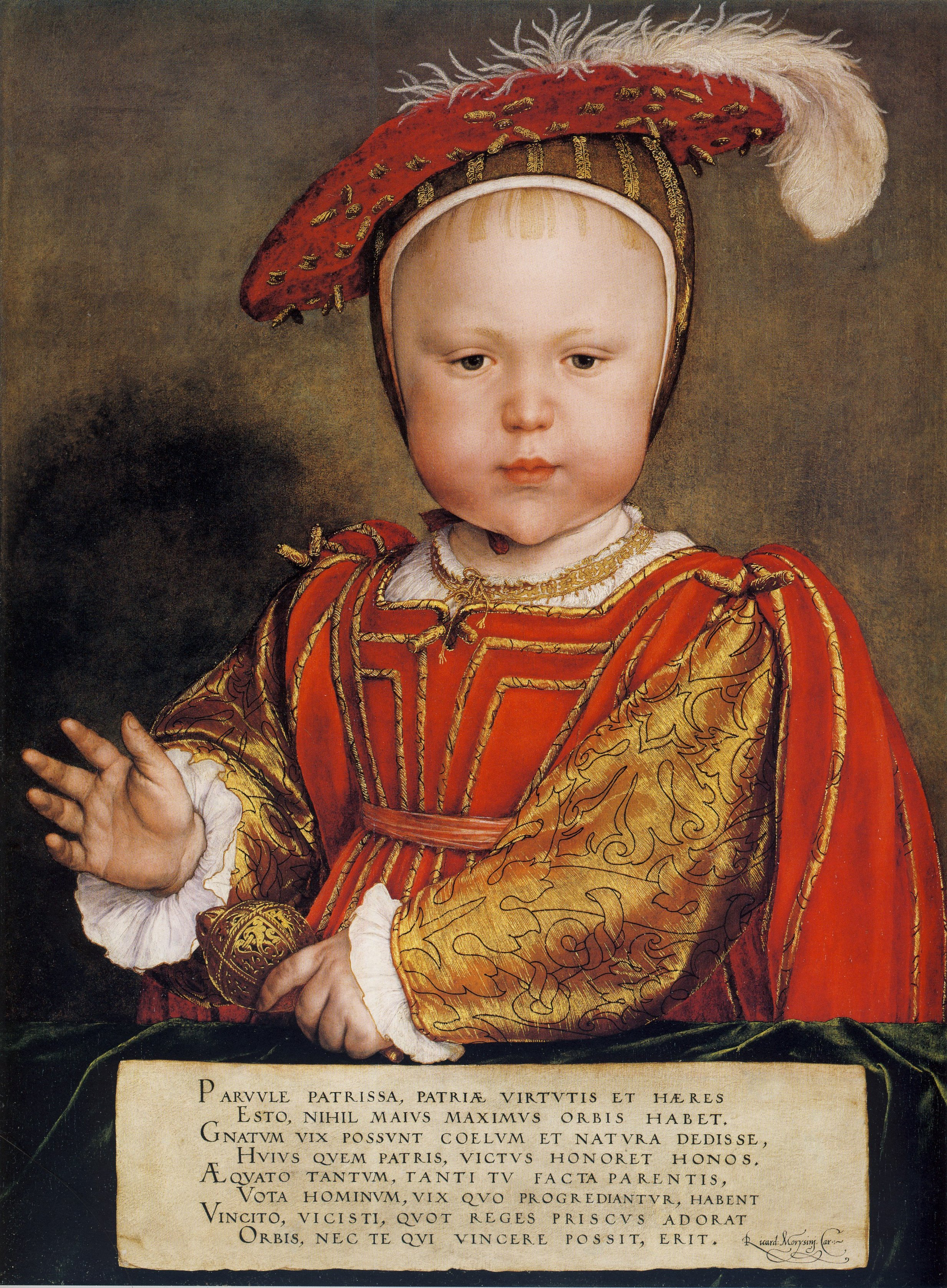
Prințul Eduard în 1538.

Prințul Eduard s-a născut la 12 octombrie 1537 la Palatul Hampton în Middlesex. A fost fiul regelui Henric al VIII-lea și al celei de-a treia soții, Jane Seymour. În întreg regatul, oamenii au salutat nașterea unui moștenitor pe linie masculină, în biserici s-a cântat Te Deum. Jane care părea că se recuperează rapid după naștere, a trimis scrisori presemnate prin care anunța nașterea unui prinț. Eduard a fost botezat la 15 octombrie; sora sa prințesa Mary i-a fost nașă iar prințesa Elisabeta a transportat mirul sau hainele de botez. A fost proclamat Duce de Cornwall și Conte de Chester. La 23 octombrie, la unsprezece zile după nașterea fiului său, starea sănătății reginei Jane Seymour s-a înrăutățit brusc, ca urmare a unor complicații postnatale (febră puerperală), iar regina a murit noaptea următoare.
Eduard a fost un copil sănătos care a supt foarte mult de la început. Tatăl său era încântat de el. În septembrie 1538 Lordul Cancelar Thomas Audley, Baron Audley raporta că Eduard crește rapid și este viguros; alte documente îl desciu ca fiind înalt și un copil vesel. Tradiția că Eduard al VI-lea a fost un copil bolnăvicios a fost contestată de unii istorici.
La vârsta de patru ani viața i-a fost pusă în pericol de o febră asociată de obicei cu malaria însă în general s-a bucurat de o sănătate bună cu excepția ultimelor șase luni din viață.
De la vârsta de șase ani, Eduard a început educația cu episcopul Richard Cox și cu John Cheke, formarea sa concentrându-se pe "învățarea limbilor, scriptură, filosofie și toate științele liberale" A primit lecții de la tutorele Elisabetei, Roger Ascham, și a învățat franceza, spaniola și italiana. În plus, este cunoscut că a studiat geometria și a învățat să cânte la  instrumente inclusiv la lăută.
Ambele surori ale lui Eduard erau atente la fratele lor și adesea îl vizitau. Lui Eduard îi plăcea în special compania Mariei deși dezaproba gustul ei pentru dansurile străine; "Te iubesc cel mai mult" i-a scris în 1546. În 1543, Henric și-a invitat copiii să petreacă Crăciunul împreună, semn al reconcilierii cu fiicele sale pe care mai înainte le dezmoștenise și le declarase nelegitime. În primăvara următoare regele și-a repus fetele în drepturile la succesiune prin Actul de Succesiune". Această armonie în familie se datorează influenței noii soții a lui Henric, Catherine Parr, cu care Eduard se înțelegea foarte bine; o numea "draga mea mamă".